# Герман Гефле (1898)
Герман Гефле (нім. Hermann Höfle; 12 вересня 1898, Аугсбург — 9 грудня 1947, Братислава) — німецький офіцер,обергруппенфюрер НСКК і СС, генерал поліції і військ СС.

## Біографія
Учасник Першої світової війни. У 1919-20 роках — член Добровольчого корпусу Еппа. Після демобілізації армії залишений в рейхсвері. У липні 1934 вийшов у відставку в чині майора. Близький друг Ернста Рема. У серпні 1934 року вступив в НСКК. Обіймав керівні посади в НСКК: керівника НСКК в Мюнхені (серпень 1934 — січень 1937), командира школи командного складу НСКК (січень-червень 1937), командир бригади НСКК «Остмарк» (червень-вересень 1937). 1 травня 1937 року вступив в НСДАП (квиток № 3 924 970). З вересня 1937 року — командир мотогрупи НСКК «Нижня Сілезія», з грудня 1941 року — «Верхня Сілезія». 1 липня 1943 року переведений з НСКК в СС. З 15 вересня 1943 по 5 жовтня 1944 року — вищий керівник СС і поліції «Центр» (штаб-квартира — Ганновер). 20 вересня 1944 року призначений вищим керівником СС і поліції в Словаччині. Керував проведенням каральних операцій проти повстанців, організатор масових страт. Після закінчення війни виданий чехословацькій владі. За військові злочини в Словаччині засуджений до смертної кари. Повішений (за деякими джерелами — помер у в'язниці 3 грудня).

## Звання
- Фанен-юнкер (31 серпня 1916)
- Єфрейтор (24 листопада 1916)
- Фенріх (8 січня 1918)
- Лейтенант (8 січня 1918)
- Оберлейтенант (1 квітня 1925)
- Гауптман резерву (1 квітня 1933)
- Штандартенфюрер СА (листопад 1933)
- Майор резерву (липень 1934)
- Штандартенфюрер НСКК (серпень 1934)
- Оберфюрер НСКК (квітень 1935)
- Бригадефюрер НСКК (січень 1936)
- Групенфюрер НСКК (вересень 1937)
- Обергрупенфюрер НСКК (30 січня 1939)
- Групенфюрер СС і генерал-лейтенант поліції (1 липня 1943)
- Обергрупенфюрер СС і генерал поліції (20 квітня 1944)
- Генерал військ СС (20 липня 1944)

## Нагороди
- Залізний хрест
  - 2-го класу
  - 1-го класу (26 січня 1918)
- Нагрудний знак пілота-спостерігача (Баварія)
- Орден «За військові заслуги» (Баварія) 4-го класу з мечами
- Золота медаль принца-регента Луїтпольда (1918)
- Нагрудний знак «За поранення» в золоті (1918)
- Орден крові (№1 491; 9 листопада 1933)
- Почесний хрест ветерана війни з мечами (1934)
- Почесний кут старих бійців (1934)
- Пам'ятна військова медаль (Австрія) з мечами (1937)
- Пам'ятна військова медаль (Угорщина) з мечами (1937)
- Медаль за участь у Європейській війні (1915—1918) з мечами (Третє Болгарське царство)
- Медаль «За вислугу років у Вермахті» 4-го, 3-го, 2-го і 1-го класу (25 років)
- Іспанський хрест в бронзі (червень 1939)
- Медаль «За Іспанську кампанію» (Іспанія; 1939)
- Медаль «У пам'ять 1 жовтня 1938 року» із застібкою «Празький град» (1939)
- Хрест Воєнних заслуг 2-го і 1-го класу
- Цивільний знак СС (№176 240; 1943)
- Кільце «Мертва голова» (1943)
- Залізний почесний щит 11-ї авіаційної області (1943)
- Застібка до Залізного хреста
  - 2-го класу (13 жовтня 1944)
  - 1-го класу (29 жовтня 1944)
- Відзначений у Вермахтберіхт (8 листопада 1944)
- Орден Хреста Перемоги 1-го класу із зіркою (Перша словацька республіка; грудень 1944)